# Kanon
Kanon (カノン, Kanon) és una novel·la visual japonesa creada per Key el 4 de juny de 1999. La versió original, disponible primer per a PC, fou qualificada per a adults, pel seu contingut eròtic, encara que se llançà una versió sense eixe contingut el 7 de gener de 2000. S'han produït versions subseqüents per a Dreamcast, PlayStation 2, i PlayStation Portable. Les versions foren rellançades amb el suport per a Windows 2000/XP amb el nom de Kanon Standard Edition.
També ha sigut adaptat a altres mitjans. Hi ha dues adaptacions d'anime, dos de manga i un OVA.